# Xã Kratka, Quận Pennington, Minnesota
Xã Kratka (tiếng Anh: Kratka Township) là một xã thuộc quận Pennington, tiểu bang Minnesota, Hoa Kỳ. Năm 2010, dân số của xã này là 131 người.